# Citidilat kinaza
Citidilat kinaza (EC 2.7.4.14, citidilatna kinaza, dezoksicitidilatna kinaza, CTP:CMP fosfotransferaza, dCMP kinaza, dezoksicitidinska monofosfokinaza, UMP-CMP kinaza, ATP:UMP-CMP fosfotransferaza, pirimidin nukleozid monofosfatna kinaza, uridin monofosfat-citidin monofosfatna fosfotransferaza) je enzim sa sistematskim imenom ATP:CMP(UMP) fosfotransferaza. Ovaj enzim katalizuje sledeću hemijsku reakciju
(1) ATP + (d)CMP {\displaystyle \rightleftharpoons } ADP + (d)CDP
(2) ATP + UMP {\displaystyle \rightleftharpoons } ADP + UDP
Ovaj eukariotski enzim je bifunkcionalan. On katalizuje fosforilaciju CMP i UMP molekula sa sličnom efikasnošću.

## Literatura
- Nicholas C. Price; Lewis Stevens (1999). Fundamentals of Enzymology: The Cell and Molecular Biology of Catalytic Proteins (Third изд.). USA: Oxford University Press. ISBN 019850229X.
- Eric J. Toone (2006). Advances in Enzymology and Related Areas of Molecular Biology, Protein Evolution (Volume 75 изд.). Wiley-Interscience. ISBN 0471205036.
- Branden C; Tooze J. Introduction to Protein Structure. New York, NY: Garland Publishing. ISBN 0-8153-2305-0.
- Irwin H. Segel. Enzyme Kinetics: Behavior and Analysis of Rapid Equilibrium and Steady-State Enzyme Systems (Book 44 изд.). Wiley Classics Library. ISBN 0471303097.
- William P. Jencks (1987). Catalysis in Chemistry and Enzymology. Dover Publications. ISBN 0486654605.

## Spoljašnje veze
- UMP/CMP+kinase на 